# Nati nel 1276
| Questa pagina contiene informazioni ricavate automaticamente dalle voci biografiche con l'ausilio del template Bio e di un bot. L'aggiornamento è periodico e automatico e ricostruisce completamente la pagina. Se manca una persona in questa lista, sei pregato di non aggiungerla, ma accertati piuttosto che la sua voce biografica contenga il template Bio e che i dati anagrafici siano correttamente compilati. Se il template Bio manca, inseriscilo tu stesso o, in alternativa, metti l'avviso {{tmp\|Bio}} che ne segnala la mancanza. Se i dati riportati sono sbagliati, correggi direttamente la voce biografica; le modifiche saranno visibili in questa lista entro pochi giorni. Per chiarimenti vedi il progetto biografie. La lista contiene solo le 9 persone che sono citate nell'enciclopedia e per le quali è stato implementato correttamente il template Bio. Pagina aggiornata al 18 giu 2025. |

- 3 maggio - Luigi d'Évreux, nobile († 1319)
- 29 settembre - Cristoforo II di Danimarca, re († 1332)
- 4 ottobre - Margherita di Brabante, nobile belga († 1311)
- Abu Sa'id Uthman II, sultano berbero († 1331)
- Vakhtang III di Georgia, re († 1308)
- Humphrey de Bohun, IV conte di Hereford, militare britannico († 1322)
- Thomas Dagworth, cavaliere medievale e nobile britannico († 1350)
- Isabella d'Armenia e Tiro, principessa armena
- Sancho I di Maiorca, re († 1324)